# Abamelikové
Abamelikové (arménsky: Աբամելիք, gruzínsky: აბამელიქი, rusky: Абамелик) byli šlechtický rod arménského původu. Působili v Gruzínském království, později v Ruském impériu.
Podle encyklopedického slovníku Brockhaus-Efron (1890–1906) rod dostáhl titulu knížat třetí třídy, když se gruzínský korunní princ David oženil s Helenou, dcerou kněze Simona Abamelika. Rodina se oficiálně nacházela na seznamu gruzínských knížat v Ruském impériu, který byl zveřejněn v roce 1850.
V roce 1873 přijal generál Semjon Abamelik pro sebe a své potomky příjmení po svém tchánovi Kristoforovi Jakimovičovi Lazarevovi. Vznikla tak větev dynastie Abamelik-Lazarev (Абамелик-Лазаревы). V roce 1906 byly obě větve dynastie registrovány v Moskvě, Podolsku a Tule.
Arménský skladatel Makar Yekmalyan věnoval svou skladbu "Noctume for piano" knížeti Semjonovi Abamelikovi-Lazerevovi.
V Římě se nachází vila Abameliků, která v dnešních dnech slouží jako rezidence ruského velvyslance v Itálii.